# Martha Root
Pour les articles homonymes, voir Root.
Martha Louise Root, née le 19 août 1872 à Richwood (États-Unis) et morte le 28 septembre 1939, est une professeure itinérante de la foi baha'i.

## Biographie

### Jeunesse
Martha Root naît le 19 août 1872 à Richwood, dans l'Ohio, de Timothy T. Root et Nancy Hart. Après sa naissance, elle déménage à Cambridge Springs, alors nommé Cambridgeboro, en Pennsylvanie, où elle grandit dans la ferme laitière de ses parents avec ses deux grands frères, Clarence et Claude. Elle se passionne pour la lecture quand elle est très jeune. À 14 ans, grâce à ses écrits, elle gagne suffisamment d'argent pour voyager aux chutes du Niagara. À 16 ans, elle finit ses études au lycée de Cambridge Springs.

## Publications
- Root, Martha L., Táhirih the pure, Kalimát Press, 2000 (ISBN 1-890688-04-5 et 978-1-890688-04-2, OCLC 42823725, lire en ligne)